# Thoracica

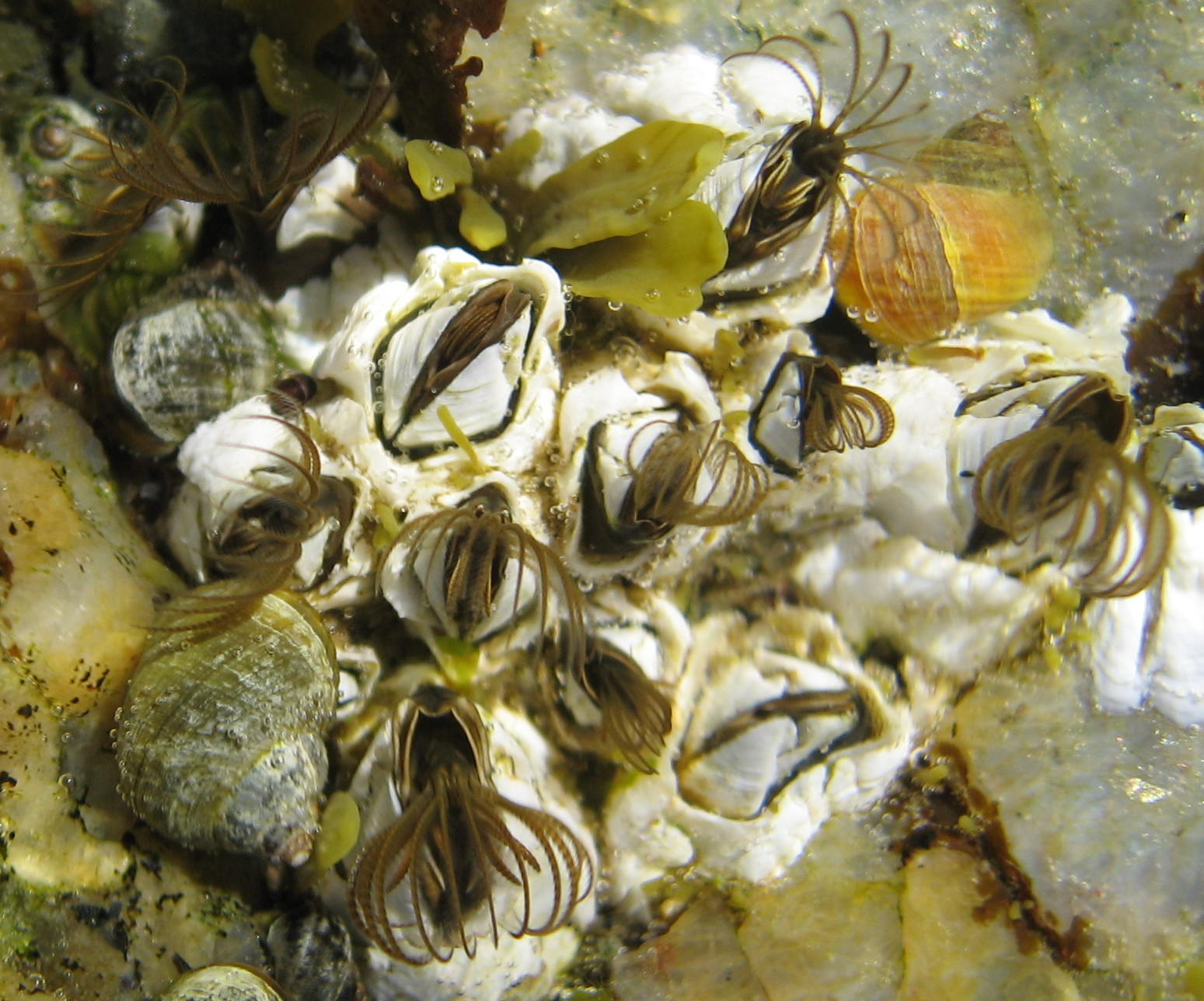
Sessilia: cracas da espécie Semibalanus balanoides no porto de Upernavik, Groenlândia, com cerca de 1 cm de diâmetro.

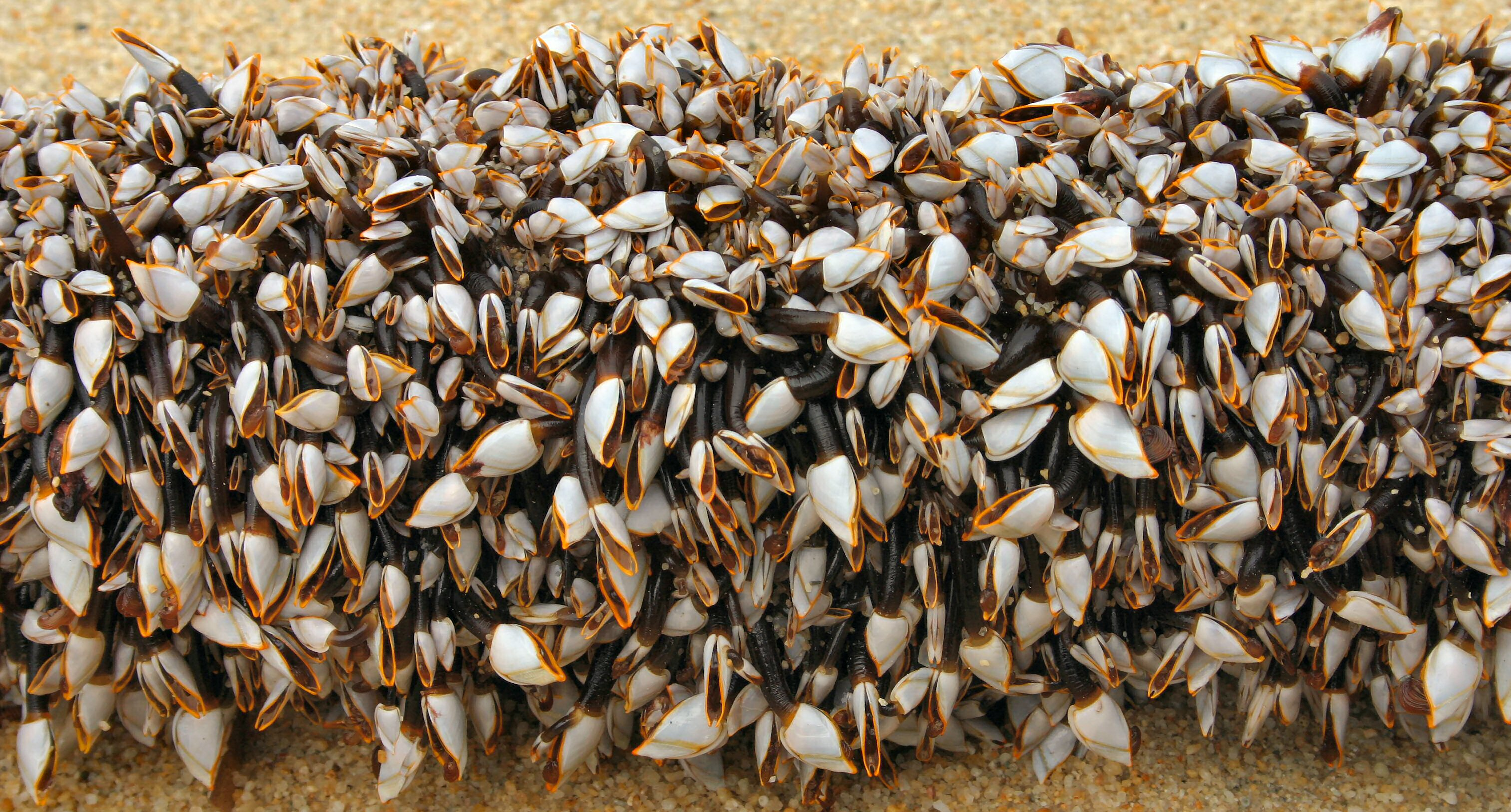
Pedunculata: percebes da espécie Lepas anserifera.

Thoracica é uma superordem da classe Maxillopoda  que agrupa os crustáceos marinhos sésseis ou pedunculados conhecidos pelo nome comum de cracas (ordem Sessilia) e percebes (ordem Pedunculata). O grupo inclui alguns dos organismos mais comuns nas costas rochosas, tais como as espécies Semibalanus balanoides e Chthamalus stellatus. Estes animais quando adultos apresentam um exoesqueleto calcificado composto por várias placas que definem uma forma cónica. As cracas escolhem normalmente substratos rochosos, mas podem fixar-se também a fundos de embarcações (onde causam estragos) ou a outros animais (por exemplo baleias). Por serem animais que formam colónias (durante a fase natante da larva), a sua reprodução é constante. Apresentam seis apêndices bem desenvolvidos, podendo ser sésseis ou pedunculados. A carapaça é fortemente calcificada. O grupo inclui organismos de vida livre e espécies comensais. Cerca de 97% das espécies conhecidas são hermafroditas.

## Taxonomia
As modernas taxonomias, nomeadamente a classificação de Martin & Davis, colocam o agrupamento Thoracica como uma superordem dos Cirripedia de que resulta a seguinte classificação até ao nível das famílias:
Superordem Thoracica Darwin, 1854
- Ordem Pedunculata Lamarck, 1818
  - Subordem Heteralepadomorpha Newman, 1987
    - Anelasmatidae Gruvel, 1905
    - Heteralepadidae Nilsson-Cantell, 1921
    - Koleolepadidae Hiro, 1933
    - Malacolepadidae Hiro, 1937
    - Microlepadidae Zevina, 1980
    - Rhizolepadidae Zevina, 1980

  - Subordem Iblomorpha Newman, 1987
    - Iblidae Leach, 1825

  - Subordem Lepadomorpha Pilsbry, 1916
    - Lepadidae Darwin, 1852
    - Oxynaspididae Gruvel, 1905
    - Poecilasmatidae Annandale, 1909

  - Subordem Scalpellomorpha Newman, 1987
    - Calanticidae Zevina, 1978
    - Lithotryidae Gruvel, 1905
    - Pollicipedidae Leach, 1817
    - Scalpellidae Pilsbry, 1907
- Ordem Sessilia Lamarck, 1818
  - Subordem Brachylepadomorpha Withers, 1923
    - Neobrachylepadidae Newman & Yamaguchi, 1995

  - Subordem Verrucomorpha Pilsbry, 1916
    - Neoverrucidae Newman, 1989
    - Verrucidae Darwin, 1854

  - Subordem Balanomorpha Pilsbry, 1916
    - Superfamília Chionelasmatoidea Buckeridge, 1983
      - Chionelasmatidae Buckeridge, 1983

    - Superfamília Pachylasmatoidea Utinomi, 1968
      - Pachylasmatidae Utinomi, 1968

    - Superfamília Chthamaloidea Darwin, 1854
      - Catophragmidae Utinomi, 1968
      - Chthamalidae Darwin, 1854

    - Superfamília Coronuloidea Leach, 1817
      - Chelonibiidae Pilsbry, 1916
      - Coronulidae Leach, 1817
      - Platylepadidae Newman & Ross, 1976

    - Superfamília Tetraclitoidea Gruvel, 1903
      - Bathylasmatidae Newman & Ross, 1971
      - Tetraclitidae Gruvel, 1903

    - Superfamília Balanoidea Leach, 1817
      - Archaeobalanidae Newman & Ross, 1976
      - Balanidae Leach, 1817
      - Pyrgomatidae Gray, 1825

## Uso culinário
Algumas espécies de cracas e de percebes são utilizadas na alimentação humana, servindo de base à confecção de entradas ou entrando na composição de pratos de marisco.
Entre as espécies mais utilizadas está a Megabalanus azoricus, uma craca de grandes dimensões que deve o seu nome específico ao ter sido originalmente descrita com base em espécimes colhidos no arquipélago dos Açores, onde é utilizada na alimentação humana, sendo consumida cozida em água do mar. Posteriormente foi identificada noutros locais como, por exemplo, nos arquipélagos da Madeira e de Cabo Verde. Outra craca com grande consumo é a Austromegabalanus psittacus, originária das costas da região sul e central do Chile.
Várias espécies de percebes das famílias Pollicipedidae e Lepadidae são utilizadas na alimentação humana, sendo em geral aproveitado o pedúnculo carnudo. Os géneros mais utilizados são Pollicipes e Capitulum.